# Giuseppe Graglia
Giuseppe Graglia (Moncucco Torinese, 6 novembre 1909 – Torino, 26 settembre 1996) è stato un ciclista su strada italiano naturalizzato lussemburghese, professionista e indipendente dal 1929 al 1934.

## Carriera
Nato in Piemonte, crebbe in Lussemburgo dove si era trasferito con la sua famiglia. All'esordio nei dilettanti, vinse il Giro del Sestriere e la Coppa Fossati.
Passò professionista nel 1930, specializzandosi nelle corse di un giorno. Le sue vittorie più importanti furono le due Milano-Torino (1931-1933).
Ritiratosi nel 1935 a soli 26 anni, divenne direttore sportivo della Legnano, dove diresse Gino Bartali e fece esordire tra i professionisti Fausto Coppi.

## Palmarès
- 1928 (dilettanti)

Giro di Tortona
- 1929 (individuale)

Coppa Città di Asti
Coppa U.C.A.T.
- 1931 (individuale)

Coppa Città di Asti
Milano-Torino
Torino-Varallo
- 1932 (S.C. Vigor)

Coppa Città di Asti
3ª tappa Giro del Piemonte (Alessandria > Cuneo)
- 1933 (Dei, due vittorie)

Trophée Colimet
Milano-Torino
1ª tappa Giro del Piemonte (Torino > Aosta)

## Piazzamenti

### Classiche monumento
- Milano-Sanremo

1934: 5º
- Giro di Lombardia

1929: 16º
1933: 9º